# Lotte Department Store
Lotte Department Store (en hangul, 롯데백화점 및 롯데홈쇼핑; en hanja, 롯데百貨店; romanización revisada, losdebaeghwajeom mich losdehomsyoping) es un compañía coreana de tiendas minoristas establecida en 1979, con sede en Sogong-dong, Jung-gu, Seúl, Corea del Sur. Lotte Department Store ofrece bienes y servicios a consumidores al por menor. Es una de las 8 unidades de negocio de Lotte. Otras compañías minoristas de Lotte incluyen la tienda de descuentos Lotte Mart y los supermercados Lotte Super.